# フリースタイルスキー・ワールドカップ 2008-2009
フリースタイルスキー・ワールドカップ 2008-2009は2008年12月18日から2009年3月20日まで開催された30シーズン目となるフリースタイルスキー・ワールドカップである。

## 競技種目
前シーズンに引き続きエアリアル（AE）、モーグル（MO）、スキークロス（SX）、ハーフパイプ（HP）が行なわれた。デュアルモーグル（DM）の競技も行なわれたが、ポイントはモーグルに加算された。

## 日程
| 年     | 月日                                  | 種目 | 開催地                     | 優勝者                           | 優勝者                     |
| 年     | 月日                                  | 種目 | 開催地                     | 男子                             | 女子                       |
| ------ | ------------------------------------- | ---- | -------------------------- | -------------------------------- | -------------------------- |
| 2008年 | 12月13日                              | DM   | モスクワ                   | 中止                             | 中止                       |
| 2008年 | 12月18日                              | DM   | メリベル                   | ピエール＝アレキサンダー・ルソー | ハンナ・カーニー           |
| 2008年 | 12月19日                              | AE   | アドベンチャー・マウンテン | 中止                             | リディア・ラシラ           |
| 2008年 | 12月20日                              | AE   | アドベンチャー・マウンテン | アレクセイ・グリシン             | 趙姍姍                     |
| 2009年 | 1月5日                                | SX   | サンクト・ジョアン         | ミヒャエル・シュミット           | マリオン・ジョスロン       |
| 2009年 | 1月10日                               | SX   | レ・コンタミンヌ           | アンドレアス・マット             | ヘッダ・ベルントセン       |
| 2009年 | 1月11日                               | HP   | レ・コンタミンヌ           | ザヴィエ・ベルトーニ             | ヴージニア・ファーブレ     |
| 2009年 | 1月14日                               | SX   | フレーヌ                   | トーマス・クラウス               | オフェリー・ダビド         |
| 2009年 | 1月18日                               | AE   | レークプラシッド           | ジェレット・ピーターソン         | アラ・チュペール           |
| 2009年 | 1月19日                               | SX   | レークプラシッド           | ラーシュ・レベン                 | オフェリー・ダビド         |
| 2009年 | 1月24日                               | MO   | モンガブリエル             | ヴィンセント・マーキス           | 上村愛子                   |
| 2009年 | 1月25日                               | AE   | モンガブリエル             | スティーブ・オミシュル           | リディア・ラシラ           |
| 2009年 | 1月29日                               | MO   | ディアバレー               | ギルバート・コラス               | ハンナ・カーニー           |
| 2009年 | 1月30日                               | AE   | ディアバレー               | ライアン・セント・オンジュ       | 李妮娜                     |
| 2009年 | 1月31日                               | DM   | ディアバレー               | ギルバート・コラス               | ジェニファー・ハイル       |
| 2009年 | 1月31日                               | HP   | パークシティ               | ケビン・ローランド               | アンジェリ・ヴァンラーネン |
| 2009年 | 2月6日                                | AE   | サイプレス・マウンテン     | スティーブ・オミシュル           | エベリネ・ルー             |
| 2009年 | 2月6日                                | SX   | サイプレス・マウンテン     | クリストファー・デルボスコ       | アリーシャ・クライン       |
| 2009年 | 2月7日                                | MO   | サイプレス・マウンテン     | アレキサンダー・ビロドウ         | ジェニファー・ハイル       |
| 2009年 | 2月13日                               | MO   | オーレ                     | アレキサンダー・ビロドウ         | マルガリータ・マーブラー   |
| 2009年 | 2月14日                               | DM   | オーレ                     | アレキサンダー・ビロドウ         | ハンナ・カーニー           |
| 2009年 | 2月14日                               | AE   | モスクワ                   | ライアン・セント・オンジュ       | 徐夢桃                     |
| 2009年 | 2月19日                               | SX   | ボス                       | トーマス・クラウス               | オフェリー・ダビド         |
| 2009年 | 2月20日                               | MO   | ボス                       | アレキサンダー・ビロドウ         | 上村愛子                   |
| 2009年 | 2月21日                               | DM   | ボス                       | 中止                             | 中止                       |
| 2009年 | 2月24日                               | SX   | ブラネース                 | ラーシュ・レベン                 | オフェリー・ダビド         |
| 2009年 | 3月2日から3月8日 世界選手権猪苗代大会 |      |                            |                                  |                            |
| 2009年 | 3月12日                               | SX   | グリンデルヴァルト         | 中止                             | オフェリー・ダビド         |
| 2009年 | 3月14日                               | SX   | ハスリベルク               | アンドレアス・シュテフェン       | カタリナ・グーテンゾーン   |
| 2009年 | 3月18日                               | DM   | ラ・プラーニュ             | アレキサンダー・ビロドウ         | マルガリータ・マーブラー   |
| 2009年 | 3月19日                               | HP   | ラ・プラーニュ             | ケビン・ローランド               | アネー・カラドー           |
| 2009年 | 3月20日                               | SX   | ラ・プラーニュ             | トーマス・クラウス               | オフェリー・ダビド         |

## 総合成績

### オーバーオール
男子はモーグルの選手がオーバーオール総合優勝を獲得し、女子はスキークロスのオフェリー・ダビドが3度目の総合優勝を獲得した。
| 順位 | 名前                       | ポイント |
| ---- | -------------------------- | -------- |
| 1位  | アレキサンダー・ビロドウ   | 87.78    |
| 2位  | トーマス・クラウス         | 63.78    |
| 3位  | スティーブ・オミシュル     | 63.67    |
| 4位  | ギルバート・コラス         | 62.67    |
| 5位  | ライアン・セント・オンジュ | 52.17    |

| 順位 | 名前                     | ポイント |
| ---- | ------------------------ | -------- |
| 1位  | オフェリー・ダビド       | 86.00    |
| 2位  | ハンナ・カーニー         | 71.33    |
| 3位  | ジェニファー・ハイル     | 63.78    |
| 4位  | マルガリータ・マーブラー | 61.56    |
| 5位  | リディア・ラシラ         | 51.43    |

### エアリアル
男子は6戦、女子は7戦が行なわれた。男子ではカナダのスティーブ・オミシュルが史上2人目の3連覇を達成し、女子では3年連続でオーストラリアの選手が総合優勝した。
| 順位 | 名前                       | ポイント |
| ---- | -------------------------- | -------- |
| 1位  | スティーブ・オミシュル     | 382      |
| 2位  | ライアン・セント・オンジュ | 313      |
| 3位  | ジェレット・ピーターソン   | 248      |
| 4位  | カイル・ニッセン           | 203      |
| 5位  | アレクセイ・グリシン       | 184      |

| 順位 | 名前             | ポイント |
| ---- | ---------------- | -------- |
| 1位  | リディア・ラシラ | 360      |
| 2位  | 李妮娜           | 336      |
| 3位  | 程爽             | 300      |
| 4位  | 徐夢桃           | 282      |
| 5位  | エベリネ・ルー   | 244      |

### モーグル
全9戦が行なわれた。男子では12年ぶりにカナダの選手が総合優勝を果たし、女子では6年ぶりにアメリカの選手が総合優勝を果たした。
| 順位 | 名前                             | ポイント |
| ---- | -------------------------------- | -------- |
| 1位  | アレキサンダー・ビロドウ         | 790      |
| 2位  | ギルバート・コラス               | 562      |
| 3位  | ヴィンセント・マーキス           | 362      |
| 4位  | ピエール＝アレキサンダー・ルソー | 313      |
| 5位  | アンソニー・ベナ                 | 288      |

| 順位 | 名前                     | ポイント |
| ---- | ------------------------ | -------- |
| 1位  | ハンナ・カーニー         | 647      |
| 2位  | ジェニファー・ハイル     | 574      |
| 3位  | マルガリータ・マーブラー | 464      |
| 4位  | ニコラ・スドバ           | 456      |
| 5位  | 上村愛子                 | 439      |

### スキークロス
男子は9戦、女子は10戦が行なわれた。男子ではチェコのトーマス・クラウスが2度目の2連覇、4度目の総合優勝を果たし、女子ではフランスのオフェリー･ダビドが優勝して連覇記録を6に延ばした。
| 順位 | 名前                       | ポイント |
| ---- | -------------------------- | -------- |
| 1位  | トーマス・クラウス         | 574      |
| 2位  | クリストファー・デルボスコ | 462      |
| 3位  | ラーシュ・レベン           | 423      |
| 4位  | ケーシー・パケット         | 319      |
| 5位  | スタンレー・ヘイヤー       | 300      |

| 順位 | 名前                     | ポイント |
| ---- | ------------------------ | -------- |
| 1位  | オフェリー・ダビド       | 860      |
| 2位  | カタリナ・グーテンゾーン | 469      |
| 3位  | ケルシー・サーワ         | 416      |
| 4位  | カーリン・フッタリー     | 413      |
| 5位  | アシュリー・マカイヴァー | 364      |

### ハーフパイプ
全3戦が行なわれた。
| 順位 | 名前                     | ポイント |
| ---- | ------------------------ | -------- |
| 1位  | ケビン・ローランド       | 260      |
| 2位  | ザヴィエ・ベルトーニ     | 220      |
| 3位  | ニルス・ローパー         | 140      |
| 4位  | デービッド・ワイズ       | 102      |
| 5位  | ヴィヴィアン・ティエリー | 97       |

| 順位 | 名前                       | ポイント |
| ---- | -------------------------- | -------- |
| 1位  | ヴージニア・ファーブレ     | 230      |
| 2位  | アネー・カラドー           | 205      |
| 3位  | ミーガン・ガニング         | 116      |
| 4位  | ジェシカ・カミング         | 105      |
| 5位  | アンジェリ・ヴァンラーネン | 100      |